# Телангана Шакунтала
Этот человек известен под сценическим псевдонимом, состоящим из личного имени (Шакунтала) и прозвища (Телангана).
Телангана Шакунтала (англ. Telangana Shakuntala, телугу తెలంగాణ శకుంతల; 9 июня 1951 — 14 июня 2014) — индийская актриса, снимавшаяся в основном в фильмах на телугу.
За свою карьеру, длившуюся более 30 лет, сыграла в 74 кинокартинах.
В 1981 году получила Nandi Award за лучшую женскую роль в фильме Kukka.
В 2006 награждена Andhra Pradesh Cinegoers' Telivision Awards за пожизненные достижения.
Прозвище «Телангана» актриса получила за мастерское владение акцентом, свойственным жителям данной местности.

## Биография
Родилась в Махараштре в семье маратхского происхождения. Её отец был армейским офицером, а мать — домохозяйкой. У актрисы было три сестры.
Шакунтала начала карьеру как актриса театра.
В кино дебютировала в 1981 году с фильмом Maa Bhoomi. Популярность же ей принёс фильм Gulabi (1995).
Среди других её успешных ролей: сестра Таникеллы Бхарани в фильме «Ты и я» (2001) и мать Пракаша Раджа в фильме «Единственный» (2003).
Наиболее известны из её фильмов такие, как Aha Naa Pellanta, Bhadrachalam и Bendu Apparao RMP.
Зрителям особенно нравилась её легкость во владении акцентами Телаганы и Раяласимы.
Она также сыграла в нескольких тамильских фильмах, таких как «Пыль» (2003) и Machak Kaalaia (2009).
В тамильской киноиндустрии она получила прозвище «Swarnakka», по имени сыгранной ею злодейки в фильме «Пыль».
Её последним фильмом стал Pandavulu Pandavulu Tummeda 2013 года.
14 июня 2014 года в 2:30 ночи после остановки сердца Телангана Шакунтала была доставлена из своего дома в Компалли (Хайдарабад) в госпиталь Narayana Hrudayalaya.
По прибытии в больницу врачи констатировали смерть актрисы. У неё остались сын и дочь.